# Ковлі
Ковлі (англ. Cowley) — місто (англ. town) в США, в окрузі Біґ-Горн штату Вайомінг. Населення — 762 особи (2020).

## Географія
Ковлі розташоване за координатами 44°53′1″ пн. ш. 108°28′10″ зх. д. / 44.88361° пн. ш. 108.46944° зх. д. (44.883550, -108.469387).  За даними Бюро перепису населення США в 2010 році місто мало площу 2,18 км², уся площа — суходіл.

## Демографія
Згідно з переписом 2010 року, у місті мешкало 655 осіб у 229 домогосподарствах у складі 169 родин. Густота населення становила 300 осіб/км².  Було 250 помешкань (115/км²).
Расовий склад населення:
| - 95,4 % — білих - 0,9 % — азіатів - 0,5 % — корінних американців - 2,1 % — осіб інших рас |

До двох чи більше рас належало 1,1 %. Частка іспаномовних становила 4,0 % від усіх жителів.
За віковим діапазоном населення розподілялося таким чином: 31,8 % — особи молодші 18 років, 53,4 % — особи у віці 18—64 років, 14,8 % — особи у віці 65 років та старші. Медіана віку мешканця становила 36,9 року. На 100 осіб жіночої статі у місті припадало 97,3 чоловіків;  на 100 жінок у віці від 18 років та старших — 96,9 чоловіків також старших 18 років.
Середній дохід на одне домашнє господарство  становив 71 966 доларів США (медіана — 58 000), а середній дохід на одну сім'ю — 93 062 долари (медіана — 85 694). Медіана доходів становила 47 188 доларів для чоловіків та 43 750 доларів для жінок. За межею бідності перебувало 11,4 % осіб, у тому числі 7,8 % дітей у віці до 18 років та 0,0 % осіб у віці 65 років та старших.
Цивільне працевлаштоване населення становило 400 осіб. Основні галузі зайнятості: освіта, охорона здоров'я та соціальна допомога — 28,3 %, сільське господарство, лісництво, риболовля — 15,5 %, роздрібна торгівля — 11,3 %, будівництво — 9,0 %.
За даними перепису 2000 року,
на території муніципалітету мешкало 560 людей, було 200 садиб та 160 сімей.
Густота населення становила 308,9 осіб/км². Було 223 житлових будинків.
З 200 садиб у 41,0% проживали діти до 18 років, подружніх пар, що мешкали разом, було 70,0%,
садиб, у яких господиня не мала чоловіка — 7,5%, садиб без сім'ї — 20,0%.
Власники 18,5% садиб мали вік, що перевищував 65 років, а в 9,0% садиб принаймні одна людина була старшою за 65 років.
Кількість людей у середньому на садибу становила 2,80, а в середньому на родину 3,19.
Середній річний дохід на садибу становив 38 750 доларів США, а на родину — 39 722 доларів США.
Чоловіки мали дохід 31 848 доларів, жінки — 20 000 доларів.
Дохід на душу населення був 14 964 доларів.
Приблизно 3,8% родин та 7,2% населення жили за межею бідності.
Серед них осіб до 18 років було 10,3%, і понад 65 років — 7,8%.
Середній вік населення становив 34 років.